# 100. Division (Japanisches Kaiserreich)
Die 100. Division (jap. 第100師団, Dai-hyaku Shidan) war eine Division des Kaiserlich Japanischen Heeres, die 1944 aufgestellt und 1945 aufgelöst wurde. Ihr Tsūshōgō-Code (militärischer Tarnname) war Stütze-Division (拠兵団, Yoridokoro-heidan).

## Geschichte der Einheit
Die 100. Division wurde am 15. Juni 1944 unter dem Kommando von Generalleutnant Harada Jirō als Typ-C-„Brigade“/„Spezial“-Division hauptsächlich aus der 30. Selbstständigen Gemischten Brigade aufgestellt. Sie bestand aus der 75. (163., 164., 165. und 166. Selbstständiges Infanterie-Bataillon) und 76. Infanterie-Brigade (167., 168., 322. und 323. Selbstständiges Infanterie-Bataillon) sowie dem 100. Artillerie-Regiment und dem 100. Pionier- und Transport-Regiment. Das Depot der etwa 13.000 Mann starken Division lag in Nagoya, Japan.
Nachdem 1943 und Anfang 1944 die Alliierten über die Salomonen und Neuguinea vorgestoßen waren drohten sie, als Nächstes auf den Philippinen zu landen und damit die japanischen Versorgungswege nach Indonesien, Südchina und Burma abzuschneiden. In Antizipation verstärkte das Daihon’ei die Truppen auf den Philippinen und wandelte die 14. Armee in die 14. Regionalarmee um. Die ursprünglich zwei Divisionen starke Armee schwoll auf 15 Division an. Zu den Verstärkungen zählte auch die 30. Division, die im August 1944 aus Korea abgezogen wurde und der 35. Armee (Generalleutnant Suzuki Sōsaku) auf Mindanao unterstellt wurde.
Am 20. Oktober 1944 landeten Truppen der 6. US-Armee auf Leyte und leiteten damit die Schlacht um Leyte ein. Bis Ende Dezember 1944 war es den über 200.000 Amerikanern gelungen, die 55.000 Japanern zu bezwingen, und Leyte zu sichern. Während sich General MacArthur mit der 6. Armee nordwärts Richtung Luzon wandte, landete am 12. Dezember 1944 die 8. US-Armee unter Generalleutnant Eichelberger auf Mindanao, der zweitgrößten Insel der Philippinen und südlich von Leyte gelegen. Dort war neben der 100. Division auch die 30. Division zur Verteidigung der Insel eingesetzt. Nachdem die amerikanischen Truppen im unverteidigten Westen Mindanaos gelandet waren stießen diese zügig ins Inselinnere vor und trennten die beiden japanischen Divisionen voneinander.
Die Verteidigungsstellung der 100. Division kollabierte unter dem Ansturm von zwei amerikanischen Divisionen (24th und 31st Infantry Division) und musste in der Schlacht um Davao City innerhalb weniger Tage 4500 Mann an Verlusten hinnehmen. Die amerikanischen Verbänden drängten nach und konnten bis Mai 1945 die japanischen Truppen als Großverband ausschalten. Kleine Gruppen von Überlebenden der 100. Division zogen sich in das Landesinnere der Insel zurück und ergaben sich nach der Kapitulation Japans im August 1945.

## Gliederung
Im Juli 1944 erfolgte die Aufstellung zu einer Typ C „Brigade“/„Spezial“-Division wie folgt:
- 100. Infanterie-Divisions-Stab (ca. 250 Mann)
  - 75. Infanterie-Brigade-Stab (ca. 150 Mann)
    - 163. Selbstständiges Infanterie-Bataillon (930 Mann)
    - 164. Selbstständiges Infanterie-Bataillon (930 Mann)
    - 165. Selbstständiges Infanterie-Bataillon (930 Mann)
    - 166. Selbstständiges Infanterie-Bataillon (930 Mann)
    - 75. Infanterie-Brigade-Signal-Einheit (140 Mann)
    - 75. Infanterie-Brigade-Pionier-Einheit (90 Mann)

  - 76. Infanterie-Brigade-Stab (ca. 150 Mann)
    - 167. Selbstständiges Infanterie-Bataillon (930 Mann)
    - 168. Selbstständiges Infanterie-Bataillon (930 Mann)
    - 322. Selbstständiges Infanterie-Bataillon (930 Mann)
    - 323. Selbstständiges Infanterie-Bataillon (930 Mann)
    - 76. Infanterie-Brigade-Signal-Einheit (140 Mann)
    - 76. Infanterie-Brigade-Pionier-Einheit (90 Mann)

  - 100. Artillerie-Regiment (ca. 800 Mann)
  - 100. Signal-Einheit (ca. 140)
  - 100. Pionier-Regiment (550 Mann)
  - 100. Transport-Regiment (800 Mann)
  - 100. Feldhospital (1x) (250 Mann)
  - 100. Wasserversorgungs- und -aufbereitungs-Einheit (150 Mann)
  - 100. Veterinär-Hospital (60 Mann)
  - 100. Versorgungs-Kompanie (120 Mann)

Gesamtstärke: ca. 12.810 Mann